# Snake Gas
Snake Gas (im Tschechischen auch Hadí plyn) ist ein Filmdrama von David Jařab. Es handelt sich um eine lose Adaption von Joseph Conrads Erzählung Herz der Finsternis, in der der Regisseur die Reise des Protagonisten nach Zentralafrika in den Balkan verlagert. Die Premiere der Koproduktion von Tschechien, der Slowakei und Rumänien erfolgte Anfang Juli 2023 beim Internationalen Filmfestival Karlovy Vary.

## Handlung
Robert Klein macht sich auf die Suche nach seinem Bruder, der unter mysteriösen Umständen verschwunden ist. Klein befindet sich auf einer Reise, auf der nichts vertraut oder sicher ist, eine Reise, auf der er gezwungen ist, seine Beziehung zu seiner Kultur, zu sich selbst und zu seinem Bruder, den er so gut zu kennen glaubte, neu zu überdenken.

## Literarische Vorlage

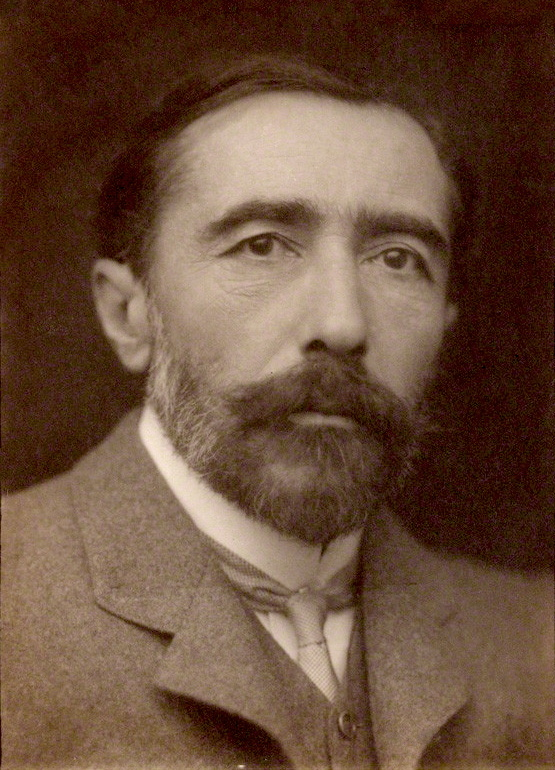
Der Film basiert auf der Erzählung Herz der Finsternis von Joseph Conrad

Es handelt sich bei dem Film um eine lose Adaption von Joseph Conrads Erzählung Herz der Finsternis (Originaltitel Heart of Darkness). Diese wurde erstmals 1899 auf drei Ausgaben verteilt im Blackwood's Magazine abgedruckt und im November 1902 auch in Buchform veröffentlicht. Die Erzählung des englischen Schriftstellers polnischer Herkunft hatte eine enorme Wirkung auf andere Autoren wie z. B. Chinua Achebe, Robert Edric, T. S. Eliot, William Faulkner, F. Scott Fitzgerald, William Golding, Graham Greene, Ernest Hemingway, Hans Henny Jahnn, Henry Miller, Ngũgĩ wa Thiong’o und George Steiner. 
Herz der Finsternis wurde bereits vielfach filmisch bearbeitet, ebenso Conrads Romane/Novellen The Secret Agent und The Return und einige seiner Kurzgeschichten.

## Produktion

### Regie und Drehbuch
Regie führte David Jařabs, der auch das lose auf Conrads Erzählung basierende Drehbuch schrieb. Als Theaterregisseur hatte Jařabs bereits einige Jahre zuvor den Stoff bei einem seiner Stücke verarbeitet. Für den Film verlegte er die Handlung in die Gegenwart und führte seinen Protagonisten Robert Klein auf seiner Reise nicht von Westeuropa nach Zentralafrika, sondern von Prag in den wilden Balkan. Der Regisseur versteht Serpent Gas als eine Parabel über die aktuelle „europäische Wildnis“, über den aktuellen Zustand Europas und beschäftigt sich in dem Film neben der Identitätssuche auch mit ökologischen und ökonomischen Themen und auch der Flüchtlingskrise. „In Conrads Buch kommt ein weißer Mann nach Afrika und wird mit der schwarzen Welt konfrontiert, im Film ist das Gegenteil der Fall, denn es wird auf die gegenwärtige Situation übertragen. Im Film kommt ein weißer Mann aus Afrika nach Europa, und vor dem Hintergrund all dessen spielt sich die Geschichte ab“, so Jařab.

### Besetzung und Dreharbeiten
Stanislav Majer, bekannt für eine Nebenrolle in Lord of War – Händler des Todes, eine Hauptrolle in dem Thriller Líbánky von Jan Hřebejk und in der Miniserie Maria Theresia, spielt in der Hauptrolle Robert Klein. In dieser Rolle war er bereits in Jařabs Theaterstück zu sehen. In dem Thriller Vlny von Jirí Mádl übernahm Majer ebenfalls eine Hauptrolle. 
Václav Vašák spielt Kleins verschwundenen Bruders Emanuel. In weiteren Rollen spielen Martin Pechlát den Firmenchef Engel, Braňo Mosný und Dalibor Buš die Ortskundigen Rudolf und Aleš und Mara Lukama. Tomáš Jeřábek ist in der Rolle des Hüttenbesitzers zu sehen.
Die Dreharbeiten wurden Anfang April 2022 begonnen. Ein Studio im Prager Kavčí hory wurde hierfür in eine Fischerhütte verwandelt. Als Kameramann fungierte Oleg Mutu.

### Filmmusik und Veröffentlichung
Die Filmmusik komponierte der Slowake Jakub Kudláč, der zuletzt für Jařabs Tragikomödie Tajný agent und das Historiendrama Krajina ve stínu von Bohdan Sláma tätig war.
Die Premiere von Snake Gas war am 3. Juli 2023 beim Internationalen Filmfestival Karlovy Vary. Ende September 2023 wird der Film beim Finále Plzeň vorgestellt.

## Auszeichnungen
Finále Plzeň 2023
- Nominierung im Langfilmwettbewerb[10]